# Sportpaleis Nagorny
Sportpaleis Nagorny is een overdekte sportarena, gevestigd in Nizjni Novgorod. De arena wordt voornamelijk gebruikt voor het houden van ijshockey- en basketbalwedstrijden. De naam "Nagorny" is verbonden met de locatie in het bergachtige deel (boven, ten opzichte van de rivier Oka) van de stad. De capaciteit van de arena voor basketbalwedstrijden en ijshockeywedstrijden is 5.600 toeschouwers.

## Geschiedenis
De bouw van Sportpaleis Nagorny werd gestart in 1965. Vanaf 2006 was het de thuisbasis van de vrouwenijshockeyclub HC SKIF Nizjni Novgorod. In 2007 ging ijshockeyclub HC Torpedo Nizjni Novgorod de Arena gebruiken als thuisbasis in de Kontinental Hockey League. In 2010 ging basketbalclub BK Nizjni Novgorod de Arena gebruiken als thuisbasis voor wedstrijden in de VTB United League.